# Соботта, Барбара
Барбара Лерчак (пол. Barbara Lerczak, 4 декабря 1936 — 20 ноября 2000), также после замужеств носившая фамилии Янишевская (Janiszewska), Соботта (Sobotta) и Новицкая (Nowicka) — польская легкоатлетка, чемпионка Европы, призёр Олимпийских игр.

## Биография
Родилась в 1936 году в Познани. В 1953—1963 годах 17 раз становилась чемпионкой Польши (в беге на 100 м, 200 м, и в эстафете 4×100 м). В 1956 году приняла участие в Олимпийских играх в Мельбурне, но медалей не завоевала. В 1958 году завоевала золотую и бронзовую медали чемпионата Европы. В 1960 году стала бронзовой призёркой Олимпийских игр в Риме в эстафете 4×100 м, а на дистанции 200 м была 5-й. В 1962 году вновь завоевала золотую и бронзовую медали чемпионата Европы. В 1964 году приняла участие в Олимпийских играх в Токио, но медалей не завоевала.

## Семья и дети
Барбара Лерчак несколько раз выходила замуж. Её мужьями были известные польские легкоатлеты Збигнев Янишевский и Пиотр Соботта, а также актёр Ян Новицкий; в браке с Яном Новицким родился сын Лукаш.

## Фильмография
В 1970 году в фильме Анджея Кондратюка «Дыра в Земле» Барбара сыграла роль жены главного героя (которого играл Ян Новицкий).